# Júbilo (personaje)
Júbilo (Jubilation "Jubilee" Lee) es una superheroína de ficción que aparece en los cómics estadounidenses publicados por Marvel Comics, más comúnmente en asociación con los X-Men. Creada por el escritor Chris Claremont y el artista Marc Silvestri, el personaje apareció por primera vez en Uncanny X-Men # 244 (mayo de 1989). Júbilo es una mutante, puede generar explosiones de energía pirotécnica de sus manos. Introducida como una "rata de centro comercial huérfana" de Beverly Hills, Júbilo se unió a los X-Men a principios de la década de 1990, convirtiéndose en el miembro más joven del equipo y, a menudo jugando un papel secundario teniendo como figura paterna a Wolverine.
Júbilo finalmente se unió al equipo júnior Generación X, y fue un personaje destacado en la serie animada X-Men de la década de 1990. A finales de 2004, Marvel lanzó una serie limitada de seis partes con el mismo título para Júbilo, ambientada en Los Ángeles, escrita por Robert Kirkman. A principios de 2011, apareció en la serie limitada de cuatro partes Wolverine and Jubilee, escrita por Kathryn Immonen.
El personaje es uno de los mutantes sin poderes que más tarde reapareció utilizando poderes basados en la tecnología en la serie de cómics Nuevos Guerreros. En 2010, fue convertida en vampiresa durante la historia de "Curse of the Mutants".
Júbilo apareció en la película para televisión de 1996 Generación X, interpretada por Heather McComb. Ella también tiene cameos en las tres primeras películas de X-Men, retratadas por Katrina Florece en la primera película, y por Kea Wong en sus dos secuelas. En la película de 2016, X-Men: Apocalipsis, es interpretada por Lana Cóndor.

## Biografía

### Infancia
Jubilation Lee nació en Beverly Hills, California, donde vivió con su adinerada familia. Sus padres eran inmigrantes de ascendencia china. Una inmensamente talentosa gimnasta, se creía que tenía el potencial para participar en los juegos olímpicos. Sin embargo, su vida fue hecha pedazos cuando sus padres fueron asesinados por los asesinos a sueldo Reno y Molokai. 
Júbilo fue enviada a un orfanato, pero escapo de allí y se ocultó en un centro comercial de Hollywood, robando comida para sobrevivir. Descubrió por primera vez su poder mutante de generar 'fuegos artificiales' de energía, con efectos cegadores o explosivos, cuando escapaba de los guardias de seguridad del centro comercial. El estrés que le produjo escapar de los guardias de seguridad causó que Júbilo emitiera una enorme explosión de energía luminosa cuando se encontraba en un callejón. Esto desorientó por completo a los hombres y le permitió escapar. Al descubrir su habilidad mutante de crear fuegos artificiales, se dio cuenta de que podría obtener dinero usando sus poderes para entretener a los clientes del centro comercial.

### Wolverine y los X-Men
Frustrados por la naturaleza rebelde de la joven y sus poderosos fuegos artificiales, el equipo de seguridad del centro comercial contrató a los cazadores de mutantes conocidos como la M-Squad para capturarla. Júbilo se defendió haciendo explotar los rayos de tracción de energía de la M-Squad, pero fue finalmente capturada por ellos. Afortunadamente, las X-Men Rogue, Tormenta, Psylocke y Dazzler, quienes estaban de compras en el centro comercial, lograron rescatar a Júbilo. Júbilo las siguió por curiosidad y entró accidentalmente en el portal creado por el mutante aborigen Gateway que las llevaría de regreso a su base.
Júbilo apareció en la base de operaciones temporal de los X-Men, en lo profundo del 'outback' de Australia. Mientras vivía en la base, Gateway era en único que estaba al tanto de la existencia de Júbilo. Durante su estancia en la base, robó comida y tomó prestada ropa de varios de los X-Men para crear un traje para ella misma. También fue atacada por un perro cibernético, y se vio forzada a usar sus poderes en defensa propia haciendo explotar al animal. 
Los X-Men finalmente abandonaron la base al entrar en el "Siege Perilous". Pero Wolverine se negó a seguirles y terminó emboscado por los villanos Reavers. Júbilo fue sorprendida y horrorizada al encontrar a Wolverine atado a una cruz en forma de X, siendo torturado por los Reavers. Los Reavers dejaron de torturar a Wolverine para buscar refugio de una tormenta que se aproximaba, dejando solos en el exterior a Wolverine y a Júbilo. Júbilo se encontró indecisa entre su deseo de ayudar a Wolverine y el miedo a lo que fueran a hacerle los Reavers si la encontraban auxiliándolo. Así, Júbilo vio que mientras la tormenta llegaba, Wolverine entró en uno de sus ataques incontrolables de furia y convocó suficiente fuerza para desgarrar sus brazos (que habían sido enclavados a la cruz mientras lo torturaban) y liberarse antes de colapsarse en el suelo. Júbilo finalmente tomo una decisión y se arriesgó a ayudar a Wolverine, llevándolo a su escondite, donde hizo lo mejor que pudo para que sanara. Antes de que Wolverine se recuperara por completo, los dos fueron forzados a abandonar su refugio cuando los Reavers los localizaron e intentaron capturarlos. Lograron escapar y llegar a Madripoor con ayuda de Gateway.
A regañadientes, Wolverine aceptó que Júbilo lo siguiera. Ambos terminaron formando un sólido vínculo de padre e hija. Júbilo necesitaba de la guía de un padre, mientras que Wolverine necesitaba de la paz y alegría de un niño. Debido a esta relación, Júbilo es comúnmente identificada como la compañera de aventuras no oficial de Wolverine. Ambos hicieron equipo en numerosas misiones a través del mundo. Durante este tiempo pudo defenderse por su cuenta contra los ninjas de La Mano e hizo estallar una sección del castillo del Mandarin cuando ella, Wolverine y Psylocke eran prisioneros del supervillano.
Wolverine llevó a Júbilo con el Profesor Charles Xavier, quien recibió a la joven con los brazos abiertos. Júbilo se convierte en miembro de reserva de los X-Men al mismo tiempo que cursa sus estudios en el Instituto.
Cuando Illyana Rasputin, la hermana menor del x-man Coloso, obtuvo asilo en la Mansión-X, Júbilo formó un estrecho vínculo con ella y fueron compañeras de juegos. Júbilo sufrió un golpe muy fuerte cuando Illyana murió a causa del Virus Legado. Por primera vez, Júbilo sintió que estar con los X-Men ya no era tan divertido.
Júbilo une fuerzas con Banshee, Dientes de Sable y Emma Frost, para rescatar a un grupo de jóvenes mutantes de las garras de los alienígenas Phalanx.

### Generación X
Los jóvenes mutantes rescatados de los Phalanx fueron enlistados como la nueva generación de alumnos del Instituto (ahora establecido en Massachusetts. Sintiendo que necesitaba descansar de las presiones de los X-Men y que necesitaba convivir con chicos de su edad, Júbilo se ofreció a unirse a este nuevo grupo de mutantes adolescentes y abandona a los X-Men. Los jóvenes terminaran formando su propio equipo mutante conocido como Generación X. El equipo fue dirigido por Banshee y Emma Frost.
En repetidas ocasiones, Júbilo usó su experiencia con los X-Men para ayudar sus compañeros de equipo a vencer a sus enemigos. En más de una ocasión, Júbilo la única responsable de derrotar a Emplate, el archienemigo del equipo. Ella usó su sarcasmo cuando Emplate absorbió sus poderes de modo tal que lo hizo enfurecerse perdiendo el control sobre ellos. Durante el último encuentro del equipo con Emplate, Júbilo hizo explotar el Proudstar Hall para derrotarlo.
Más tarde, Júbilo fue secuestrada y mantenida como rehén por el villano Bastion. Ella logró resistirse a los telépatas por una buena cantidad de tiempo, ocultando información valiosa acerca de los X-Men. Júbilo preparó un plan de escape poco después de haber sido secuestrada, dejando a varios soldados inconscientes usando una enorme ráfaga de plasma. Su inocencia y moral condujeron a que fuera capturada de nuevo, pues decidió dar RCP a uno de los guardias que había lastimado. Finalmente escapó con la ayuda de Daria, la asistente de Bastion. Mientras caminaba por el desierto después de su escape, fue atacada por un Centinela Prime y se defendió destruyendo los receptores de visión del Centinela. Fue salvada en el último minuto por Wolverine, quien la llevó de vuelta con los X-Men hasta que sintió lo suficientemente cómoda para regresar a Generación X.
Uno de los detalles más importantes acerca de su estancia en Generación X fue que descubrió al verdadero asesino de sus padres, Hunter Brawn. Júbilo preparó una operación en solitario, usando todos sus poderes, destrezas y habilidades para localizar a Brawn. Con la ayuda de sus amigos y compañeros de equipo, logró derrotarlo. Enfurecida de que hubiera destruido a su familia, sus poderes se manifestaron a un nivel masivo. En lugar de matarlo, encaminó su agresividad a destruir la bodega de Brawn, dejándolo para ser arrestado por las autoridades locales.

### Después de Generación X
Después de que Generación X se desintegró, Júbilo se mudó a Los Ángeles con su antiguo compañero de equipó Skin, para intentar una carrera en la actuación. Desafortunadamente era asignada a roles de esteoreotipados de gente asiática, y después de que un agente intento seducirla, lo hizo retroceder con una poderosa explosión de plasma.
Durante este tiempo le fue ofrecida una posición en el equipo militar X-Corps de Nueva York, dirigido por Banshee, al lado de su antiguos compañeros de equipo Husk y M.
Júbilo regresó a Los Ángeles con Skin, pero ambos fueron secuestrados y crucificadas en el jardín frontal de la Mansión X por la Iglesia de la Humanidad. Júbilo se recuperó del ataque gracias a la sangre curativa de Ángel, pero Skin y otros no fueron tan afortunados. Júbilo se deprimió por la pérdida de su amigo.
Júbilo fue contactada por un pariente perdido desde hacía largo tiempo, su tía Hope. Hope decidió adoptar a Júbilo y llevarla a su casa en Los Ángeles, lo que le dio a Júbilo un descanso que necesitaba. Júbilo asistió a la Payton Noble High School y se convirtió en consejera de sus compañeros. Se involucró en unas pocas peleas en la escuela, y fue regañada por usar sus poderes. También hizo amistad con el mutante Shane Shooter, y lo ayudó a derrotar a un líder de una pandilla. Desafortunadamente para Júbilo, su tía estaba involucrada con un círculo criminal, pues ella había sido una asesina. Mientras Wolverine visitaba a Júbilo, los dos junto con la tía (y su mayordomo Brad) se vieron envueltos en una batalla con el antiguo jefe de Hope. Hope quedó atrapada en una violenta explosión y aparentemente muríó, causando que una desconsolada Júbilo regresara a la mansión con Wolverine.
Júbilo fue una de los millones de mutantes que perdieron sus poderes cuando la Bruja Escarlata alteró la realidad.
Finalmente ella participó en grupos de movimientos liberales de los mutantes en Nueva York.
Finalmente Wolverine se topa con Júbilo mientras busca a su amigo Maverick. Júbilo estaba trabajando en una instalación para mutantes que perdieron sus poderes.
Júbilo resurge con el nombre de "Wondra" en la última encarnación de los New Warriors. Júbilo descubrió que su líder, Night Trasher, estaba utilizando al equipo por razones poco honorables. Después de algunas misiones, los mutantes dejan el equipo en manos de un nuevo equipo perteneciente a la Iniciativa superheróica de los Estados Unidos.
Después de salir de los New Warriors, Júbilo regresa a San Francisco y se reúne con un grupo de jóvenes mutantes que le hablan de Utopía, la isla de mutantes. Júbilo reafirma su identidad como mutante, a pesar de no tener ya poderes y se reúne con los X-Men en Utopía.

### La Maldición de los mutantes
Júbilo es una de las muchas personas que son infectadas con un virus por un atacante suicida vampiro. Júbilo viaja con los X-Men, donde se le ejecutan una serie de pruebas.
Más tarde, mientras conversaba con el doctor Némesis, Júbilo revela que "algo" está controlándola. Júbilo deja Utopía para reunirse con el vampiro Xarus, que procede a morderla. Xarus solo quería a Júbilo para atraer la atención de los X-Men, específicamente de Wolverine. Júbilo se transforma con éxito en un vampiro y hace lo mismo con Wolverine después de que él acude arescatarle. A pesar de la derrota de los vampiros, Júbilo aún sigue infectada, por lo que es puesta en una celda en Utopía para su observación.
Júbilo y Wolverine viajan a París y allí se encuentran a Gambito y a X-23. Gambito reprocha a Wolverine sobre la diferencia entre la forma en que trata a Júbilo y X-23, quienes lo ven como una figura paterna. Júbilo pronto comienza a desarrollar una amistad con x-23. Júbilo tiene un encuentro con un grupo de vampiros llamados Forgiven, quienes le enseñan a manejar y tener bajo control la necesidad de alimentarse de sangre.
Más tarde, Júbilo vuelve con los X-Men. Ella lleva a la Escuela Jean Grey a un bebé llamado Shogo, que estaba infectado con Arkéa. Durante la Battala del Átomo, se revela que Shogo es uno de los miembros de la Hermandad de Mutantes de Xorn que llega del futuro. Cuando toda la crisis pasa, Júbilo adopta legalmente a Shogo.

### Nueva Generación X y restauración de sus poderes
Júbilo forma parte de una nueva encarnación de la Generación-X que se forma en el Instituto Xavier en Central Park. Después de que su excompañera del equipo de Generación X original, M, cayera bajo la influencia de su hermano Emplate, esta decide atacar a Júbilo y le quita el medallón que usa como protección contra la luz solar debido a su vampirismo. Cuando la luz solar comienza a quemar a Júbilo. Kid Omega sacrifica el fragmento de la Fuerza Fénix que llevaba dentro de él para salvarla de una muerte segura, curando a Júbilo de su vampirismo y restaurando sus poderes mutantes en el proceso.
Júbilo es parte de los X-Men que combaten a Nate Grey cuando este intenta alterar al mundo para hacerlo un lugar mejor, según su propia perspectiva. Júbilo es también parte de la gran cantidad de X-Men y allegados que desaparecen de la realidad cuando Grey pronuncia la frase: "No más X-Men". Júbilo y los X-Men se encontraron en un mundo alterno, pero finalmente vuelven a la Tierra.

## Poderes y habilidades
Júbilo posee el poder mutante de generar brillantes destellos de energía de plasma de la punta de sus dedos. Se refiere a esos glóbulos de energía como fuegos artificiales. Los glóbulos obedecen a su control mental, viajando y explotando a donde ella lo desee, ordenándose en esferas, corrientes y otras formas. La fuerza de la energía puede variar desde una multitud de chispas de colores capaces de cegar temporalmente a una persona, hasta a una poderosa detonación capaz de destruir objetos y propiedades, o incluso un explosión precisa dentro de un cerebro humano causando los efectos de una apoplejía. Júbilo puede absorber estos fuegos artificiales de regreso a su cuerpo sin sufrir lesiones.
Júbilo frecuentemente se refiere a sus fuegos artificiales a ellos como «Pafs».  La palabra «paf» aparece dibujada en un muchas instancias como una onomatopeya cuando usa sus poderes, es posible que sea el sonido que hacen las explosiones de energía al crearse, como el sonido «bamf» de Nightcrawler al teletransportarse.
Cuando entrenaba Generation X, Emma Frost describió a Júbilo como poseedora de un potencial no aprovechado para detonar la materia a un nivel subatómico, lo que teóricamente equivaldría a una bomba de fusión nuclear. Su posición moral acerca de matar fue observada por Emma Frost durante Phalanx Covenant, cuando Júbilo le explicó que temía matar a alguien si sus poderes se desbordaban de nuevo como ocurrió en la línea argumental Acts of Vengeance en Uncanny X-Men.
En sus primeras apariciones Júbilo demostró poseer algún tipo de inmunidad a la telepatía, pero esto fue olvidado rápidamente, aunque en ocasiones ha usado esta habilidad para esconderse de telépatas y de los centinelas.
Júbilo es una gimnasta talentosa, ha usado esta habilidad para evitar ser capturada, primero de las tiendas en el centro comercial y después en la base australiana de los X-Men. También ha mostrado una habilidad para el combate cuerpo a cuerpo arriba del promedio, suficiente como para sobrevivir en combate contra miembros de la Mano.
En una edición de Wolverine, se afirma que Júbilo sufre de discalculia. Dado su pobre desempeño académico, esta afirmación podría ser cierta.
Júbilo fue uno de los mutantes que perdieron temporalmente sus poderes después del crossover House of M.

## Versiones alternativas

### The New Mutants
En New Mutants Annual #2 (1986), Mojo secuestra a los Bratpack, tres niños que son amigos de Longshot, y los transforma en superhéroes adultos. Uno de los tres es Darla, una niña caucásica rubia que se convierte en Júbilo. Sus poderes son idénticos a la versión normal de Júbilo. Al final de la historieta, sin embargo, Darla y los otros son devueltos a su forma original como niños sin poderes.

### Abcissa
En un giro de eventos, Mojo intentó detener el Big Crunch, el fin del tiempo y el colapso de toda la materia que iniciaría un nuevo Big Bang. Júbilo le dijo que se detuviera, y a cambio se convertiría en su esclava. Dándole el nombre de Abcissa, su poderes se alterarían para poder animar y controlar las numerosas cadenas que estaban unidas a su cuerpo. Abcissa y Mojo secuestraron a Júbilo, llevándola al Big Crunch, para que se convirtiera en la esclava de Mojo. Júbilo se negó, lo que nulifico la existencia de Abcissa. Wolverino arribó y derrotó a Mojo.

### MC2
En la continuidad MC2, Júbilo es la líder de un equipo de héroes mutantes llamado los X-People. Ella fue también parte de A-Next, una generación futura de los Vengadores. Sin embargo, se ha revelado que Júbilo prefiere actuar por su cuenta y únicamente colabora a regañadientes con otros héroes. Aparentemente aún conserva el estatus de miembro de reserva en el grupo, y ha unido a ellos en varias ocasiones. Puede ser vista esporádicamente en la serie de Spider-Girl y otras relacionadas.

### Era de Apocalipsis
En la continuidad de Era de Apocalipsis, Júbilo es parte de los X-Ternals, el grupo de ladrones rebeldes de Gambito. Ella fue con los X-Ternals al imperio Shi'Ar para robar una parte del Cristal M'Kraan.

### Amalgam Comics
En la línea argumental Marvel vs DC, Júbilo peleó junto con los X-Men y otros héroes de Marvel héroes contra los héroes del universo DC Comics. Júbilo se vio enfrascada en una pelea contra Robin. Sin embargo, aunque dudaban de pelear, debían hacerlo para evitar que "los hermanos" tomarán el duelo Dc - Marvel en sus manos. Después de su duelo, el cual ganó Robin, comenzaron una relación romántica. Debido a esto, los dos fueron fusionados en el universo Amalgam Comics como Sparrow, compañero de aventuras de Dark Claw (fusión Wolverine/Batman). Júbilo juró recordar a Robin por siempre cuando la grieta entre los universos DC y Marvel finalmente se cerró. 
En la secuela DC vs Marvel 2, Total Access (Acceso Total), Júbilo encuentra a Axel Acceso y lo convence de llevarla a Gothan en el universo DC para poder ver a Robín una última vez. Renuentemente Acceso acepta y ambos aparecen ante un sorprendido Robin. Tras derrotar a Two-face y El Escorpión, Batman de por medio, Júbilo y Robin se despiden con un beso prometiéndose nunca olvidarse. 
Frase: "Tal vez, si estuviéramos en el mismo universo..."

### Mutant X
En la continuidad de Mutant X, Júbilo es la líder del equipo de Los Merodeadores, un equipo de villanos y tiene problemas para mantener al equipo bajo control. Después de que los Merodeadores tuvieron una pelea con Bloodstorm, Júbilo fue herida severamente.

### Días del futuro pasado
En la continuidad de Días del futuro pasado, Júbilo es una de los últimos X-Men vivos junto con Shadowcat y entre los pocos mutantes que no son prisioneros en los campos de concentración. Vivía junto con su pareja Synch, en las ruinas de Hollywood.

## Apariciones en otros medios

### Televisión
- Júbilo aparece en la serie animada X-Men de 1992, su voz en inglés fue doblada por Alyson Court (The Big Comfy Couch, y Claire Redfield en Resident Evil 2 y Code Veronica). Esta versión vivió con una familia adoptiva antes de que fuera reclutada en los X-Men por Cíclope y formara vínculos con varios de sus compañeros de equipo, como Gambito y Wolverine. En los episodios finales de la serie, ella es rediseñada para parecerse a su apariencia de Generación X.[38]
  - Júbilo aparece en X-Men '97 con la voz de Holly Chou.[39]
- Júbilo aparece en Spider-Man, nuevamente con la voz de Alyson Court.[40]
- Júbilo aparece en la película para televisión de 1996, Generation X, interpretada por Heather McComb, quien es caucásica, no china.[41][42]El personaje de Júbilo en esta película tenía numerosas escenas en las que muestran sus poderes y era uno de los personajes principales.
- Júbilo aparece en X-Men: Evolution, con la voz de Chiara Zanni. Esta versión es un miembro del equipo juvenil de X-Men, los Nuevos Mutantes, que no muestra ninguna conexión con Wolverine y vive en el Instituto Xavier. Después de ser eliminada de la tercera temporada, una visión del futuro revela que eventualmente regresa a los X-Men.

### Cine
- Júbilo aparece en las tres películas de los X-Men, aunque su papel es interpretado por Katrina Florece en X-Men y por Kea Wong en X-Men 2 y X-Men: The Last Stand. En la primera película, Júbilo tiene unos pocos cameos en las escenas de clases con el Profesor Xavier y Tormenta, también aparece en una escena borrada en la que habla con Tormenta y Rogue.
- En X-Men 2, Júbilo aparece en una versión borrada de la escena del museo donde apenas da una muestra de su poder generando pequeños rayos de electricidad azul de sus manos por unos segundos. Se encuentra entre los seis jóvenes mutantes secuestrados por William Stryker que Tormenta y Rondador Nocturno rescatan.
- El tamaño de su rol en X-Men: The Last Stand es limitado. Aparece en los primeros diez minutos de la película, y puede verse sentada en un salón de clases. No tiene diálogo en esta película, y contrario a los rumores iniciales, no muestra ninguno de sus poderes.
- El arte conceptual de X-Men: días del futuro pasado revela que Júbilo fue considerada para aparecer en la película. El arte conceptual se basaba en la actriz Jamie Chung.[43] A pesar de esto, Júbilo puede ser vista brevemente interpretada por Kea Wong en las memorias del Profesor Xavier.

- En X-Men: Apocalipsis de 2016 es interpretada por la joven actriz vietnamita Lana Condor. Aunque tiene pocas apariciones, esta vez sí tiene algo de diálogo. Esta película generó varios errores de continuidad, al igual que en las películas anteriores del universo cinematográfico de los X-Men creado por Fox. X-Men: Apocalipsis transcurre 10 años después de los sucesos de X-Men: días del futuro pasado (es decir en 1983), y Júbilo hace cameos viéndose como una adolescente, sin embargo ella ya ha hecho cameos en la trilogía clásica ambientada en el 2000 como una adolescente y nunca explican cómo se ha mantenido así de joven durante 2 décadas a pesar de que ella no es una mutante con factor curativo que retrasa su envejecimiento.[44]

| Año  | Título                        | Actriz          | Notas           |
| ---- | ----------------------------- | --------------- | --------------- |
| 2000 | X-Men                         | Katrina Florece | cameo           |
| 2003 | X-Men 2                       | Kea Wong        | cameo           |
| 2006 | X-Men: The Last Stand         | Kea Wong        | cameo           |
| 2014 | X-Men: días del futuro pasado | Kea Wong        | cameo/flashback |
| 2016 | X-Men: Apocalipsis            | Lana Condor     | cameo           |

### Videojuegos
- Júbilo aparece en algunos de los videojuegos de los X-Men. Es un ayudante seleccionable en Marvel vs Capcom. En esta aparición lanza numerosos fuegos artificiales a los enemigos (su voz fue doblada por Alyson Court). Tiene una aparición como un asistente en el juego de Wolverine para el NES, en la cual le proporciona a Wolverine un artefacto para respirar debajo del agua por un periodo más largo de tiempo.
- Se planeaba que apareciera como un personaje seleccionable en otros dos juegos X-Men en el pasado, pero esos juegos fueron cancelado antes de ser distribuidos mundialmente. Uno de esos juegos sería llamado X-Women para Sega Genesis, y presentaba a Tormenta, Rogué, Jean Grey, y Júbilo como personajes seleccionables para jugar. El otro juego era un título para PC, en el cual Júbilo aparecía vestida con su traje de Generation X.
- Recientemente, Júbilo apareció como un personaje seleccionable en X-Men Legends, y su voz fue doblada por Danica McKellar, quien apareció en la serie televisiva Wonder Years. En X-Men Legends, se accede a jugar con Júbilo en las primeras partes de juego hablando con en la Mansión X. La historia del personaje y su personalidad están muy apegadas a su contraparte de las historietas.
- Es un personaje jugable en el videojuego Marvel Contest of Champions.